# Лусеро, Хуан Мартин
Хуан Мартин Лусеро (исп. Juan Martín Lucero; родился 10 октября 1991 года, Буэнос-Айрес) — аргентинский футболист, нападающий клуба «Форталеза».

## Биография
Лусеро — воспитанник клуба «Дефенса и Хустисия». 6 октября 2010 года в матче против «Альдосиви» он дебютировал в аргентинской Примере B. 9 июня 2012 года в поединке против «Уракана» Хуан забил свой первый гол за «Дефенсу и Хустисию». 26 апреля 2014 года в матче против «Крусеро-дель-Норте» он сделал хет-трик. В том сезоне Лусеро забил 24 мяча и стал лучшим бомбардиром Примеры B. Летом того же года Хуан перешёл в «Индепендьенте» за 750 тыс. евро. 10 августа в матче против «Атлетико Рафаэла» он дебютировал в аргентинской Примере. В этом же поединке Лусеро забил свой первый гол за «Индепендьенте».
В начале 2016 года Хуан перешёл в малайзийский «Джохор». Сумма трансфера составила 2,5 млн евро. 13 февраля в матче против «Селангора» он дебютировал в малайзийской Суперлиге. 5 апреля в поединке против «Перака» Лусеро забил свой первый гол за «Джохор». 24 сентября в матче против «Т-Тим» он сделал хет-трик. В своём дебютном сезоне Лусеро забил 16 мячей и помог клубу выиграть чемпионат и завоевать Кубок Малайзии.
В начале 2017 года Хуан перешёл в мексиканскую «Тихуану». 14 января в матче против «Пуэблы» он дебютировал в мексиканской Примере. 11 февраля в поединке против «Некаксы» Лусеро забил свой первый гол за «Тихуану».

## Достижения
Командные
- Чемпион Малайзии (1): 2016
- Обладатель Кубка Малайзии (1): 2016
- Обладатель Суперкубка Чили (1): 2022

Личные
- Лучший бомбардир аргентинской Примеры B (24 мяча) — 2013/2014